# Challenger de Braga 2024
El torneo Braga Open 2024 fue un torneo de tenis perteneció al ATP Challenger Tour 2024 en la categoría Challenger 75. Se trató de la 6ª edición; el torneo tuvo lugar en la ciudad de Braga (Portugal), desde el 30 de septiembre hasta el 6 de octubre de 2024 sobre pista de tierra batida al aire libre.

## Jugadores participantes del cuadro de individuales
| Preclasificado | País                       | Jugador                | Rank1 | Posición en el torneo |
| 1              | Bandera de Argentina       | Thiago Agustín Tirante | 97    | Segunda ronda         |
| 2              | Bandera de Italia          | Francesco Passaro      | 109   | Segunda ronda, retiro |
| 3              | Bandera de Chile           | Cristian Garín         | 119   | Segunda ronda         |
| 4              | Bandera de Eslovaquia      | Jozef Kovalík          | 123   | Primera ronda, retiro |
| 5              | Bandera de Colombia        | Daniel Elahi Galán     | 127   | FINAL                 |
| 6              | Bandera de España          | Albert Ramos           | 133   | Semifinales           |
| 7              | Bandera de República Checa | Vít Kopřiva            | 143   | Cuartos de final      |
| 8              | Bandera de Chile           | Tomás Barrios          | 159   | Primera ronda         |

- 1 Se ha tomado en cuenta el ranking del 23 de septiembre de 2024.

### Otros participantes
Los siguientes jugadores recibieron una invitación (wild card), por lo tanto ingresan directamente al cuadro principal (WC):
- Pedro Araújo
- Gastão Elias
- Frederico Ferreira Silva

Los siguientes jugadores ingresan al cuadro principal tras disputar el cuadro clasificatorio (Q):
- Hynek Bartoň
- Matej Dodig
- João Domingues
- Elmer Møller
- Lukas Neumayer
- Eric Vanshelboim

## Campeones

### Individual Masculino
- Elmer Møller derrotó en la final a  Daniel Elahi Galán por 6–4, 7–6(4)

### Dobles Masculino
- Théo Arribagé /  Francisco Cabral derrotaron en la final a  Marco Bortolotti /  Daniel Cukierman por 6–3, 6–4